# Кавакамі Хадзіме
Хадзіме Кавакамі (яп. 河上 肇)(20 жовтня 1879 — 30 січня 1946) — японський революціонер, філософ-марксист і економіст періодів Тайсьо і ранньої Сьови.

## Біографія
Народився у Ямаґуті, закінчив відділення політичних наук юридичного факультету Токійського університету. Писав для газети Йоміурі Сімбун, потім отримав професуру в Кіотському імператорському університеті, де викладав економіку.
В молодості у пошуках рішення проблеми бідності звертався до толстовства, моральних принципів християнства і китайського філософа-конфуціанця Мен-цзи. Познайомившись із працями спочатку класичної політекономії, а потім Маркса, Енгельса і Леніна, став схилятися до марксизму, на позиції якого він остаточно перейшов після Жовтневої революції в Росії.
У 1919 році у видаваному ним журналі соціалістичної орієнтації Сякай мондай кенкю («Вивчення соціальних проблем») були надруковані повні переклади роботи Маркса «Наймана праця і капітал» і «Заробітна платня, ціна і прибуток». Хадзіме Кавакамі виступив автором творів «Вивчення матеріалістичного погляду на історію» («Юібуцусікан кенкю», 1919), «Структура суспільства та соціальна революція» (1922), «Короткий тлумачення матеріалістичного погляду на історію» (1922).
Незважаючи на поліцейський терор, продовжував займатися політичною боротьбою. Під час інциденту 15 березня 1928 року був затриманий і виключений з університету як підривний елемент. У 1932 році вступив до лав тоді нелегальної Комуністичної партії Японії, за що був заарештований у 1933 році і відправлений у в'язницю, де провів чотири роки. Після звільнення у 1937 році він переклав «Капітал» з німецької на японську мову. Його праця «Вступ до „Капіталу“» («Сіхонрон нюмон») і «Ленінська діалектика» («Ренін-но бенсех?») справили значний вплив на поширення марксизму в Японії. Кавакамі присвятив залишок свого життя написанню есе, романів, поезії та автобіографії. Остання була складена таємно між 1943 і 1945 роками і видана в 1946 році, ставши бестселером.

## Дивіться також
інциденту 15 березня 1928
Комуністична партія Японії